# 風が吹けば桶屋が儲かる
風が吹けば桶屋が儲かる（かぜがふけばおけやがもうかる）とは、日本語のことわざで、ある事象の発生により、一見すると全く関係がないと思われる場所・物事に影響が及ぶことの喩えである。また現代では、その論証に用いられる例が突飛であるゆえに、「可能性の低い因果関係を無理矢理つなげてできたこじつけの理論・言いぐさ」を指すことがある。 「大風が吹けば桶屋が喜ぶ」などの異形がある。

## 由来
江戸時代の町人文学、浮世草子の気質物（かたぎもの）が初出とされる。明和5年（1768年）開版の無跡散人著『世間学者気質（かたぎ）』巻三「極楽の道法より生涯の道法は天元の一心」において、三郎衛門が金の工面を思案するくだりの一部が以下である。

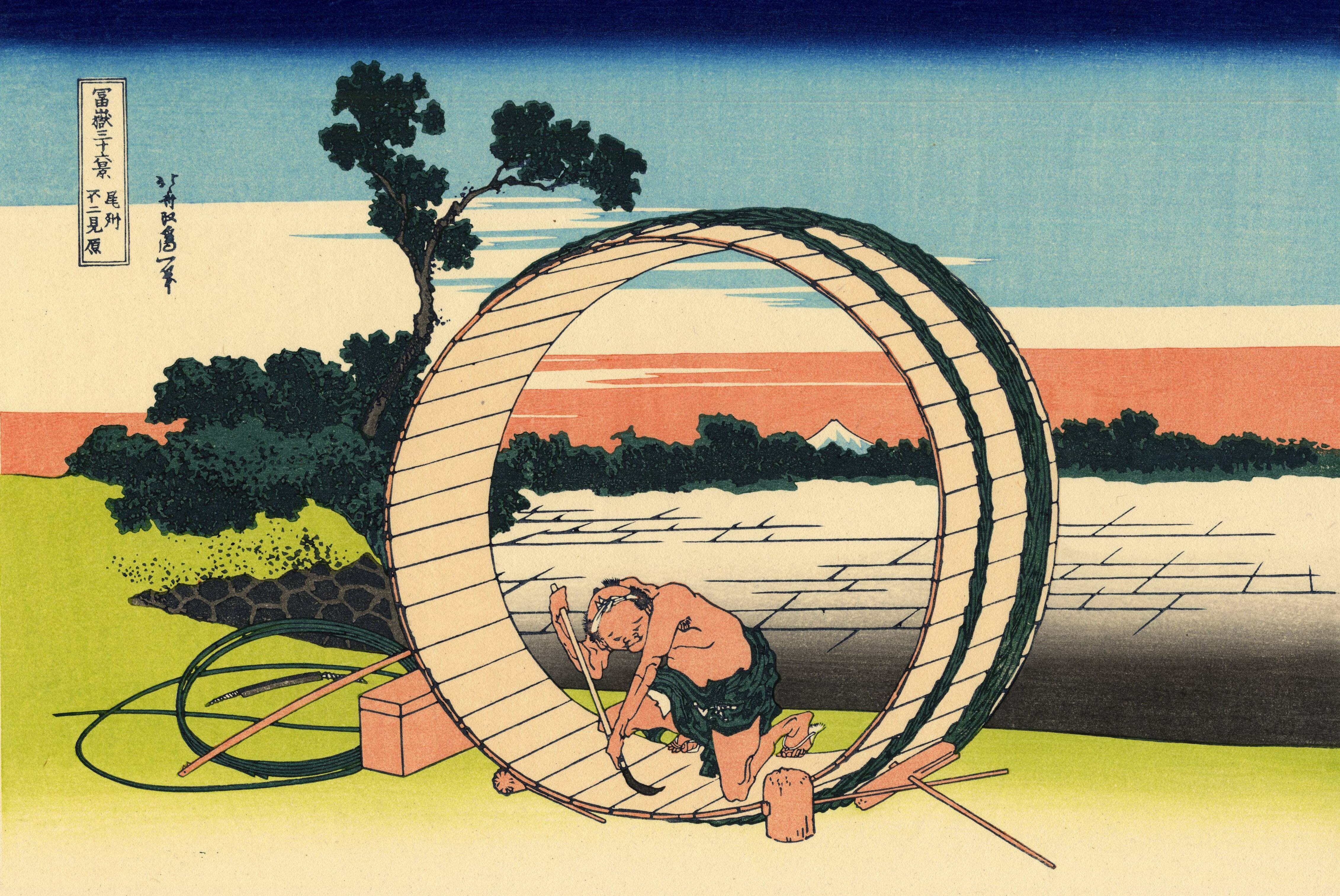
葛飾北斎作の富嶽三十六景「尾州不二見原」、桶を製作する江戸時代の職人

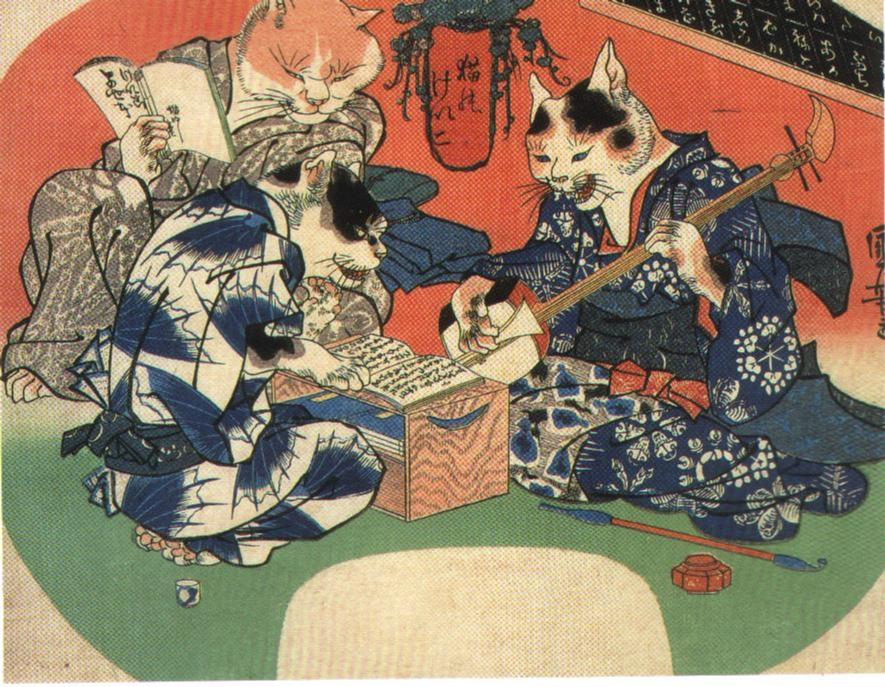
歌川国芳作の浮世絵より、三味線を弾く猫

関連内容として、
1. 大風が吹けば土埃が立ち、眼病を患い失明する者が増加する。
2. 視力を失った者は渡世のため三味線弾きとなり、門付芸人となったり、三味線の師匠を生業とする。結果、三味線の需要が増える。
3. 三味線は胴部に猫の皮が張られている。三味線製造のため猫が乱獲される一方、天敵がいなくなることで鼠が増加する。
4. これら鼠は家々の箱の類（桶など）をかじって台無しにしてしまう。人々は桶を買い換えるだろう。だから桶屋が儲かるだろう。

が挙げられている。
ここでは「風が吹けば箱屋が儲かる」などの成句の形はみえず、「桶」のかわりに「箱の類」となっている。また、『東海道中膝栗毛』二編下（享和3年、1803年）では、「箱」になっている。
江戸時代には、江戸並びに地方の城下では、桶屋町や指物町などの職人町が発達していた。庶民の手桶や商品製造用の商家桶（味噌桶など）を生業とした「桶屋」があり、また木を組んで木箱を組み立てた上で、その上に精巧な細工を施す「指物屋」などがあった。

## 俗説
一部の俗説では、「桶」は「棺桶」の意味で、何らかの理由で死者が増え、棺桶の需要が増えるとも言われるが、これは間違いである。江戸時代の日本で成立した落語で、棺屋（こしや）を早桶屋と別称していることなどから、近代になって曖昧になったのではないかとされる。しかし、先述したとおり、「桶」より「箱」が古い形である。
ほかにもいくつか俗説がある。また、冗談や大喜利として新説が考え出されることもある。
これらの背景には、オリジナルの因果関係が突拍子もないこと自体のほか、当時の盲人が音曲を生業としていたこと、三味線に猫皮が使われることなど、当時の文化に関する知識が必要とされることがある。
近年では、北海道オホーツク海沿岸でこれに類する話が派生している。
1. 北風により流氷が接岸する。
2. 特に夜間には急激に気温が下がり、室内でも氷点下の気温となる。
3. 漬物桶、風呂桶、漁具の桶が凍結し、破壊される。
4. 桶の需要が増え桶屋が儲かる。

歴史上の様々な疫病を示唆される。その所以は空気中の細菌やウイルスが風で伝播して人々に伝染り（エアロゾル感染）結果的に多くの遺体を棺桶（ひつぎ）へ入れることからともされている。

## 書籍
- 丸山健夫 (2006). 「風が吹けば桶屋が儲かる」のは0.8%!?. （詳しい起源の解説あり）. PHP研究所. ISBN 4569654320
- 博文館編輯局 (1895). 気質全集. 博文館. p. 154. doi:10.11501/1882651
- 十返舎一九 (1908). 奥羽道中膝栗毛. 大学館. p. 80. doi:10.11501/878231
- 十返舎一九 (1917). 東海道中膝栗毛. 盛陽堂書店. p. 66-67. doi:10.11501/914837
- 石川忠幸 (2008). FMEA・FTA故障解析入門講座 NO3FTAの手順と活用法を身につけよう. 工学研究社. p. 42. ISBN 9784876462674
- かきもち (2021). これってどうなの?日常と科学の間にあるモヤモヤを解消する本. 翔泳社. p. 41. ISBN 9784798173054
- ライフスタイル編集部 (2021). 探しやすい超・明解ことわざ集. スマートゲート. p. 83. ASIN B091DMWS2Q